# КК Ваљадолид
КК Ваљадолид (шп. Club Baloncesto Valladolid) je шпански кошаркашки клуб из Ваљадолида. Тренутно се такмичи у АЦБ лиги.

## Историја
КК Ваљадолид је основан 31. августа 1976. Први пут су заиграли у АЦБ лиги 1983. године и од тад су били редовни учесници, све до 2008. године када су испали у другу лигу, али су се након само једне сезоне вратили у највиши ранг.

## Познатији играчи
- Данило Анђушић
- Иван Зороски
- Карлтон Мајерс
- Алекс Ренфро
- Арвидас Сабонис
- Фернандо Сан Еметерио
- Маркус Слотер
- Даријус Сонгајла
- Урош Трипковић
- Само Удрих